# 伊森·米切尔
伊森·米切尔（英語：Ethan Mitchell，1991年2月19日—）是一名新西兰男子场地自行车运动员。他曾参加2012年伦敦奥运和2016年里约奥运，其中在2016年里约奥运获得男子团体竞速赛的银牌。